# 伊犁界约
《伊犁界约》，是1882年10月29日，由清朝的哈密帮办大臣郭博勒·长顺与七河州的军事州长阿列克谢·雅科夫列维奇·翡里德在伊犁签订。条约是中俄《伊犁条约》的附加协议，根据这份条约，俄国再次侵占了部分中国领土。